# Дмитрук Олександр Степанович
Олекса́ндр Степа́нович Дмитру́к — солдат Збройних сил України, учасник російсько-української війни, що загинув у ході російського вторгнення в Україну в 2022 році.

## Життєпис
Олександр Дмитрук народився 1970 року в селі Карпилівка Сошичненської сільської громади Камінь-Каширського району на Волині. Жив і працював у Ковелі. Під час війни на сході України пішов до війська в 2014 році, був учасником АТО. Згодом продовжив службу в лавах ЗСУ за контрактом. З початком повномасштабного військового вторгнення РФ в Україну записався до лав тероборони. Втім, згодом вирішив, що його знання, досвід будуть більш потрібні на передовій, та пішов добровольцем на фронт. Загинув внаслідок ворожого обстрілу 31 березня 2022 року, рятуючи пораненого командира біля села Червоне Миколаївського (до 2020 року — Вітовського району) Миколаївської області. Прощання із загиблим Олександром Дмитруком відбулося в Свято-Благовіщенському соборі Ковеля. Громадянська панахида пройшла на Площі Героїв Майдану Ковеля. У Камінь-каширському районі у зв'язку зі смертю військовослужбовця оголошували триденну жалобу.

## Родина
У Олександра Дмитрука залишились дружина та двоє синів. Один з них теж служить у війську.

## Нагороди
- орден «За мужність» III ступеня (2022, посмертно) — за особисту мужність і самовіддані дії, виявлені у захисті державного суверенітету та територіальної цілісності України, вірність військовій присязі [5].